# Snakeheart
A Snakeheart zenekar három albummal rendelkező magyar rockegyüttes, amely 1994 és 2010 között működött.

## Története
A zenekar története 1992-ben kezdődött, az Arszlán, szentendrei hard rock haknizenekar feloszlásával. Az Arszlán három tagja megalapította a Kiss in the Dark nevű együttest, a Snakeheart közvetlen elődjét. 
Az alapító tagok: 
- Herr István – gitár,
- Hopka Károly – ének,
- Horváth Richárd – basszusgitár.
- Laszlovszky András – dobok.

Az első koncert napján csatlakozott hozzájuk Darányi Zoltán, második gitárosként. Néhány kisebb fellépés után Hopka Károly távozott a zenekarból. Ez után változott a név Snakeheartra. Innen kezdődik igazán a zenekar időszámítása.
Snakeheart néven, első koncertjüket – Kurfis Géza kisegítő énekessel – a PECSA-ban adták a Guns ’n Roses klubban. Közben folyt az énekeskeresés. ekkor találkoztak Bedő Zsolttal, aki később mint dobos lett a zenekar tagja. Volt egy énekes próbálkozás is Reményi Ferenc személyében, de ez sajnos nem úgy alakult, ahogy számítottak rá. Röme távozása után nem sokkal találtak egymásra a jelenlegi énekesükkel, Raczkó Balázzsal.
’93-ban kiadják első demójukat, melyet a szakma a White Lionhoz, Skid Row-hoz, illetve a Sing Sing zenekarhoz hasonlítják. A fogadtatás annyira jó volt, hogy Snakeheart egyből a klubokban és a nagy zenekarok előtt találta magát. Felléphettek például a Diákszigeten, turnéztak a Sing Sing-el, és az akkori legjobb rock klubokban állhattak színpadra. 
Ekkor a tagok:
- Raczkó Balázs – ének
- Bedő Zsolt – dobok
- Horváth Richárd – basszusgitár
- Herr István – gitár
- Darányi Zoltán – gitár

’94-ben Darányi kiszállt a zenekarból, ’95. közepéig kis szünet következett a zenekar életében. 1995 márciusban Horváth Ricsi is elhagyja a zenekart, helyette Vincze Zoltán lett az új basszusgitáros. A második gitár helyett a billentyű mellett döntenek a srácok. Így került a képbe Nehéz György.
1995-ben háromszámos demót készítettek. Stílusát tekintve a Snakeheart zenekart sokszor emlegették a magyar Bon Joviként is. Ősszel adták az első koncertet a visszatérés után, Szentendrén. 1996 tavaszán a Sing Sing együttessel országos koncert turnén voltak. 1996 szeptemberében elnyerték az E-klub "Év Reménysége" díját. 
Többszörös dobos csere (1997: Oravetz István, 1997: Rentkó Attila, 1998: Pálmai Viktor, 2003-2006: Jean Péter, 2006-tól Kas Viktor) után jutottak el a mai dobosukig. 2004-ben billentyűs csere történik. Nehéz helyett Varga F. Zoltán érkezett a csapatba. 2003-ban – miközben egyébként dobost kerestek – egy gálaműsoron fedezte fel a zenekar Czifra Miklós gitárost. És annyira megtetszett a csapatnak a tehetséges fiatal gitáros játéka, hogy meghívta őt a zenekarba második gitárosnak. Czifra 2007-ben távozott a zenekarból. Az ötfős utolsó felállás:
- Raczkó ’Bond’ Balázs – ének, gitár
- Herr István – gitár
- Vincze ’Vinsaint’ Zoltán – basszus
- Varga F. Zoltán – billentyűsök
- Kas Viktor – dobok

Szakmai elismertségüket jellemzi, hogy 2006-ban a Whitesnake vendégzenekarának kérték fel őket. 
Sajnos a vihar miatt a koncert akkor elmaradt a Petőfi Csarnokban. De 2008-ban ismét Magyarországra látogatott a Whitesnake, és a Snakeheart az előzenekarukként léphetett fel, több ezer ember előtt.
A Snakeheart zenekar folyamatosan koncertezik Budapesten és vidéken egyaránt, és készül a harmadik album.
2010. február 16-án a zenekar a saját honlapján bejelentette feloszlását.

## Diszkográfia
- Snake Heart demó - 1998;
- Csak Neked - 2000;
- Semmi sem múlik el - 2006.